# Lepashe
Lepashe è un villaggio del Botswana situato nel distretto Centrale, sottodistretto di Tutume. Il villaggio, secondo il censimento del 2011, conta 544 abitanti.

## Località
Nel territorio del villaggio sono presenti le seguenti 5 località:
- Chimanamana di 12 abitanti,
- Jorotane di 3 abitanti,
- Kwadibe di 7 abitanti,
- Makolojwane di 12 abitanti,
- Xhooxwaa